# Хешдате (Герла, Клуж)
Хешдате (рум. Hășdate) — село у повіті Клуж в Румунії. Адміністративно підпорядковане місту Герла.
Село розташоване на відстані 333 км на північний захід від Бухареста, 33 км на північний схід від Клуж-Напоки.

## Населення
За даними перепису населення 2002 року у селі проживали 329 осіб.
Національний склад населення села:
| Національність | Кількість осіб | Відсоток |
| -------------- | -------------- | -------- |
| румуни         | 277            | 84,2%    |
| цигани         | 43             | 13,1%    |
| угорці         | 9              | 2,7%     |

Рідною мовою назвали:
| Мова      | Кількість осіб | Відсоток |
| --------- | -------------- | -------- |
| румунська | 279            | 84,8%    |
| циганська | 43             | 13,1%    |
| угорська  | 7              | 2,1%     |